# Drance (Valais)
Pour les articles homonymes, voir Dranse.
Cet article concerne la rivière suisse. Pour la rivière française, voir Dranse (Haute-Savoie).
La Drance ou Dranse est une rivière de Suisse, affluent du Rhône.

## Hydronymie
Le nom de la rivière est attesté en 972 comme « Dranci ». Il est possible que ce nom ait été « Darancia » à l'origine. Similairement à la Dar dans le canton de Vaud, son nom signifierait ainsi « rivière faisant des cascades ».

## Parcours
La Drance nait de la confluence entre la Drance d'Entremont et la Drance de Bagnes à Sembrancher, au pied du Catogne. La Drance de Ferret est un affluent de la Drance d'Entremont, confluence à Orsières.  
La Drance reçoit l'apport du Durnand à la hauteur de Bovernier. L'embouchure de la rivière se trouve à 2 kilomètres au nord Martigny.

## Hydrologie
À la station de Martigny, pont de Rosettan, le bassin versant de la Drance est de 672 km2.